# Riccardia ciliolata
Riccardia ciliolata là một loài rêu trong họ Aneuraceae. Loài này được Spruce Gradst. mô tả khoa học đầu tiên năm 1979.